# Banow
Banow o Banu és la capital del districte d'Andarab a l'Afganistan. No hi ha estadístiques de població. Està situada a la vora del riu Andarab. Les cases són fetes de rajola i els carrers estan en mal estat.

## Història
És l'antiga Andarab que després de la conquista àrab va pertànyer a la província de Tukharistan i administrada des de Balkh. Tenia un governant local del qual dona notícia l'Hodud al-alam, que portava el títol de Šahr-salīr i la seva importància derivava de ser una de les principals rutes a través de l'Hindu Kush per la vall del Pandjhir, i disposava de dos mines de plata.
Va ser important fins al segle xi i va encunyar monedes dels abbàssides (vers 871/872), samànides i gaznèvides (Sebuktegin i el seu fill Mahmud); també hi van encunyar moneda els abudawúdides o banjúrides de Balkh i Kutthal, vassals samànides, entre el 877 i el 922. Fou la capital d'aquesta dinastia dels abudawúdides o banjúrides locals.
Després del període gaznèvida va declinar en importància. Mirkhan diu que fou assetjada un mes per Genguis Kan en el seu camí cap a Kabul i Gazni. El 1519 els caps locals van rebre a la ciutat a Babur i li van retre homenatge.